# 左渓玄朗
左渓玄朗（さけい げんろう）は、中国唐代の天台宗の僧侶。字は慧明、左渓と号した。慧威の弟子で、湛然の師。天台宗の第5祖。

## 生涯
俗姓は傅氏で、傅大士の6世の子孫に当たる。婺州烏傷県（浙江省金華市東陽市）の人。9歳で出家し、如意元年（692年）に得度した。その後、慧威の下で天台宗義を学んだ。その他、観法は恭禅師から学び、儒・道二教にも通暁した。広範な知識を身につけはしたが、最終的には、天台止観の実践的な教法に専心するに決した。
生まれ故郷の婺州で、浦陽県（浙江省金華市浦江県）に在る左渓山に入山し、以後30年余の間、山居を続けた。開元16年（728年）、婺州刺史の招致に応じて州城に住したこともあったが、自らの病いを理由に帰山した後は、再び山を出ることは無かった。一時、同門の永嘉玄覚を左渓に招こうとしたが、玄覚は、宗教的実践に街巷と山中の別なし、と弁じて謝絶した。玄覚の著書『永嘉集』には、玄朗と玄覚の間の書簡集を収録している。
天宝13載（754年）9月19日示寂。世寿82、法臘61。玄朗の弟子からは、天台中興と称せられる湛然が出ている。また、法融らの僧が、新羅に天台の教法を伝えている。

## 著書
- 『法華経科文』2巻

## 伝記資料
- 『宋高僧伝』巻26